# Guy Tunmer
Percival Guy Tunmer (Ficksburg, 1º dicembre 1948 – Sandton, 1º giugno 1999) è stato un pilota automobilistico sudafricano.
In Formula 1 partecipò al solo Gran Premio del Sud Africa 1975 a bordo di una Lotus 72 del Team Gunston, chiudendo la gara in undicesima posizione. In seguito corse in Formula Atlantic.
Morì in un incidente motociclistico in Sud Africa nel 1999.

## Risultati in Formula 1
| 1975 | Scuderia     | Vettura  |  |  |    |  |  |  |  |  |  |  |  |  |  |  |  | Punti | Pos. |
| ---- | ------------ | -------- |  |  | -- |  |  |  |  |  |  |  |  |  |  |  |  | ----- | ---- |
| 1975 | Team Gunston | Lotus 72 |  |  | 11 |  |  |  |  |  |  |  |  |  |  |  |  | 0     |      |

| Legenda | 1º posto     | 2º posto | 3º posto    | A punti         | Senza punti/Non class.  | Grassetto – Pole position Corsivo – Giro più veloce |
| Legenda | Squalificato | Ritirato | Non partito | Non qualificato | Solo prove/Terzo pilota | Grassetto – Pole position Corsivo – Giro più veloce |